# Wolfgang Hatz
Wolfgang Hatz (* 16. März 1959 in Baden-Baden) ist ein deutscher Ingenieur und Manager. Er war bis September 2015 Forschungs- und Entwicklungsvorstand bei Porsche sowie Leiter der Aggregateentwicklung des Volkswagen-Konzerns. Wegen der Verwicklung in den Abgasskandal wurde er erstinstanzlich wegen Betrugs verurteilt. Das Urteil ist noch nicht rechtskräftig.

## Karriere
Wolfgang Hatz studierte von 1977 bis 1983 Maschinenbau an der Universität Karlsruhe. Seine berufliche Karriere begann er bei BMW in München, wo er von 1983 bis 1989 als Versuchsingenieur in der Motorenentwicklung tätig war. In dieser Zeit übernahm er die Projektleitung des M3-Motors S14. Im Anschluss daran wechselte Hatz zu Porsche nach Weissach, wo er bis 1993 die Entwicklung Formel 1 leitete. Von 1993 bis 1995 war er Leiter des Business Unit Luftbeschaffung der Knorr-Bremse AG in München. Danach wechselte Hatz zu Opel nach Rüsselsheim, wo er bis 1997 als technischer Direktor dem Motorsportbereich vorstand. Von 1997 bis 2001 leitete er den Bereich Entwicklung Aggregate bei Fiat in Turin.

### VW-Konzern
2001 trat Hatz in den VW-Konzern ein und wurde Chef der Aggregateentwicklung bei Audi. Ab 2007 wurde er Generalbevollmächtigter der Konzern-Motorenentwicklung bei Volkswagen in Wolfsburg und zusätzlich ab 2009 Chef der Aggregateentwicklung (u. a. Motoren- und Antriebsentwicklung) des gesamten Konzerns. 2011 kehrte Wolfgang Hatz zu Porsche zurück und wurde zusätzlich zu seinen Funktionen im VW-Konzern Mitglied des Vorstands von Porsche, verantwortlich für Forschung und Entwicklung. Er übernahm diese Position von Wolfgang Dürheimer, der Geschäftsführer und Präsident von Bentley und Bugatti Automobiles wurde.

### Beziehungen
Hatz war in seiner Zeit bei Audi ein enger Vertrauter von Martin Winterkorn und Ulrich Hackenberg. Darüber hinaus hatte er sehr gute Beziehungen zum VW-Konzernchef und späteren Aufsichtsratschef und VW-Miteigentümer Ferdinand Piëch, weswegen er von Winterkorn 2007 mit zu VW genommen wurde.

### VW-Abgasskandal
Im Zuge des VW-Abgasskandals wurde Wolfgang Hatz im September 2015 beurlaubt.
Hatz wurde am 28. September 2017 im Zuge der Ermittlungen zur VW-Abgasaffäre in München verhaftet. Er kam wegen Flucht- und Verdunkelungsgefahr in Untersuchungshaft. Kurz nach seiner Inhaftierung legten seine Anwälte Beschwerde gegen den Haftbefehl ein. Laut dem Recherchenetzwerk aus SZ, NDR und WDR bot Hatz für seine Freilassung aus der Untersuchungshaft drei Millionen Euro Kaution an und erklärte sich bereit, weitere Auflagen zu erfüllen. Das Landgericht München I sowie das Oberlandesgericht München wiesen die Haftbeschwerde als unbegründet zurück; Hatz reichte nach über sechsmonatiger Haft Beschwerde beim Bundesverfassungsgericht ein. Am 26. Juni 2018 wurde er gegen eine Kaution in Höhe von drei Millionen Euro und mit einem Kontaktverbot mit anderen Verfahrensbeteiligten freigelassen. Im April 2023 legte er ein Geständnis ab. Am 27. Juni 2023 wurde Hatz vom Landgericht München II wegen Betruges zu einer Freiheitsstrafe von zwei Jahren verurteilt, die gegen Auflage der Zahlung von 400.000 Euro zur Bewährung ausgesetzt wurde. Für die mit der Abschaltvorrichtung versehenen PKW setzte das Gericht einen mit 5 % vom Neupreis bezifferten Minderwert an. Deshalb ging es von einem von Hatz verursachten Schaden in Höhe von insgesamt rund 2,3 Milliarden Euro aus. Das Urteil ist noch nicht rechtskräftig. Die Staatsanwaltschaft hatte für Hatz drei Jahre und zwei Monate Freiheitsstrafe ohne Aussetzung zur Bewährung gefordert. Der Haftbefehl wurde mit dem Urteilsspruch aufgehoben. Hatz und die Staatsanwaltschaft legten gegen das Urteil Revision ein.